# Monovaria rhinolophensia
Monovaria rhinolophensia ist ein Spulwurm aus der Familie Seuratidae und einziger Vertreter der Gattung Monovaria. Er ist ein Parasit bei Fledertieren.

## Merkmale
Die Gattung hat die Merkmale der Seuratinae. Die Kutikula hat keine Dornen-Längsreihen, aber vier Paare von speziellen Anhängseln vor den Papillen vor der Kloake bei Männchen. Weibchen sind monodelphisch, haben also einen unpaaren Geschlechtsapparat.
Monovaria rhinolophensia ist ein kleiner, mittelkräftiger Wurm mit 18 bis 28 Längsleisten über den gesamten Körper. Die Querstreifung ist sehr deutlich und geben dem Wurm ein gesägtes Aussehen. Die Mundöffnung ist von zwei rudimentären Lippen umgeben, jede Lippe trägt ein Paar großer Papillen. Die Mundhöhle ist kurz, der Ösophagus am Ende leicht angeschwollen. An der Verbindung zum Darm ist eine schwach entwickelte Klappe ausgebildet. Die Rektaldrüsen sind oval. Der Schwanz ist konisch und endet in einem gebogenen Dorn.
Weibchen von Monovaria rhinolophensia sind 8,2 bis 10 mm lang und 0,355 bis 0,375 mm dick. Die Querstreifen sind 8 bis 10 µm voneinander entfernt. Die Mundhöhle ist 17 × 14 µm groß. Der Ösophagus ist 740 bis 840 µm lang. Der Nervenring liegt 0,2 mm hinter dem Vorderende. Der Schwanz ist 150 µm lang. Die Vulva liegt etwas hinter der Körpermitte und stellt sich als Querschlitz dar. Bei dem 8,2 mm langen Weibchen liegt die Vulva 5,3 mm hinter dem Vorderende. Direkt hinter der Vulva liegen zwei kräftige Papillenpaare. Die dünne, nicht muskulöse Vagina verläuft zunächst quer und zieht dann nach vorn und geht in den unpaaren Uterus über. Der Eierstock ist ebenfalls unpaar, Rudimente des anderen Eierstocks können nahe der Vulva vorhanden sein. Die Eier sind glatt, dickschalig und 32,5–37,5 × 20–22,5 µm groß.
Männchen von Monovaria rhinolophensia sind 3,1 bis 3,6 mm lang und 0,18 bis 0,19 mm dick. Die Querstreifen sind 7 bis 8 µm voneinander entfernt. Der Ösophagus ist 320 bis 380 µm lang. Der Nervenring liegt 0,12 bis 0,128 mm hinter dem Vorderende, der Schwanz ist etwa 0,1 mm lang. Es gibt sechs Paare hinter der Kloake gelegener Papillen, von denen ein Paar rückenseitig an der Schwanzspitze liegt. Bauchseitig liegt zudem ein Paar vor der Kloake. Vor diesem Paar sind fünf bis sechs Paare tassenförmiger Projektionen ausgebildet, welche vermutlich als Anheftungsorgan bei der Kopulation dienen. Es gibt einen Hoden. Die Spicula sind etwa 0,1 mm lang. Das Zusatzstück ist mit 80 bis 87 µm Länge sehr groß und kräftig.